# 10. september
10. september je 253. dan leta (254. v prestopnih letih) v gregorijanskem koledarju. Ostaja še 112 dni.

## Dogodki
- 1721 – s pogodbo v Nystadu se konča vojna med Rusijo in Švedsko
- 1840 – turške, britanske in avstrijske sile se izkrcajo ob libanonski obali in tako pričnejo operacijo izgona Ibrahima Paše iz Sirije
- 1905 – odkrit Zajčev spomenik Francetu Prešernu v Ljubljani
- 1914 – konec prve bitke na Marni
- 1919 – v Saint-Germain-en-Laye podpisana mirovna pogodba med antanto in Avstrijo, s katero preneha obstajati Avstro-Ogrska
- 1920 – začetek študija na Univerzi v Ljubljani
- 1935 – na radiu NBC prvič predvajajo zgodbo o mornarju Popaju
- 1939 – Kanada napove Nemčiji vojno
- 1942 – britanski bombniki bombardirajo Düsseldorf
- 1943:
  - nemška vojska zasede Rim in severni del Italije
  - Hitler ukaže ustanoviti OZAK
  - nemško letalstvo prvič bombardira Novo mesto, umre 58 ljudi
  - skupina Tigrovcev v severozahodni Sloveniji razglasi svobodno ozemlje Kobariške republike
- 1944 – francoska vlada razveljavi vichyjsko zakonodajo
- 1945 – Vidkun Quisling spoznan za krivega sodelovanja z nacisti in obsojen na smrt
- 1976 – v trku letala Inex Adrie in britanskega letala nad severnim delom Zagreba izgubi življenje vseh 176 potnikov
- 1977 – Hamida Djandoubi je kot zadnji človek usmrčen z giljotino
- 1981 – Picassova Guernica prepeljana iz New Yorka v Španijo
- 1989 – Madžarska odpre meje in omogoči eksodus vzhodnonemških beguncev
- 2000 – v Makedoniji pride do prvih spopadov med Makedonci in Albanci
- 2008 – evropska organizacija za jedrske raziskave (CERN) v Švici požene do sedaj največji pospeševalnik delcev

## Rojstva
- 1169 – Aleksej II. Komnen, bizantinski cesar († 1183)
- 1487 – Julij III., papež († 1555)
- 1624 – Thomas Sydenham, angleški zdravnik († 1689)
- 1771 – Mungo Park, škotski raziskovalec Afrike († 1806)
- 1788 – Jacques Boucher de Crèvecœur de Perthes, francoski arheolog, pisatelj († 1868)
- 1804 – Karl Rudolf Brommy, nemški admiral († 1860)
- 1814 – Matej Tomc, slovenski podobar in rezbar († 1885)
- 1823 – Franc Kosar, slovenski teolog in filozof († 1894)
- 1839 – Charles Sanders Peirce, ameriški logik, matematik in filozof († 1914)
- 1840 – Lambert Einspieler, slovenski duhovnik, politik in organizator († 1906)
- 1855 – Robert Koldewey, nemški arhitekt, arheolog († 1925)
- 1857 – James Edward Keeler, ameriški astronom, astrofizik († 1900)
- 1866 – Jeppe Aakjær, danski pesnik in pisatelj († 1930)
- 1885 – Johannes de Jong, nizozemski kardinal († 1955)
- 1886 – Hilda Doolittle, ameriška pesnica († 1961)
- 1887 – Giovanni Gronchi, italijanski politik, književnik, filozof († 1978)
- 1888 – Metod Peternelj, slovenski učitelj in zborovodja († 1956)
- 1890 – Franz Werfel, avstrijski pisatelj, pesnik, dramatik judovskega rodu († 1945)
- 1890 – Elsa Schiaparelli, francoska modna oblikovalka italijanskega rodu († 1973)
- 1892 – Arthur Holly Compton, ameriški fizik, nobelovec 1927 († 1962)
- 1897 – Georges Bataille, francoski knjižničar, pisatelj, filozof († 1962)
- 1898 – Waldo Lonsbury Semon, ameriški kemik, izumitelj († 1999)
- 1919 – Milko Matičetov, slovenski etnolog in etnograf († 2014)
- 1920 – Fabio Taglioni, italijanski avtomobilski inženir († 2001)
- 1920 – France Vreg, slovenski komunikolog († 2007)
- 1921 – Alfred Bengsch, nemški kardinal († 1979)
- 1923 – Jane Kavčič, slovenski filmski režiser († 2007)
- 1929 – Arnold Daniel Palmer, ameriški golfist († 2016)
- 1933 – Jevgenij Vasiljevič Hrunov, ruski kozmonavt († 2000)
- 1934 – James Oberstar, ameriški kongresnik slovenskega rodu († 2014)
- 1941 – Stephen Jay Gould, ameriški paleontolog, zgodovinar, biolog († 2002)
- 1945 – Jose Feliciano, portoriško-ameriški pevec
- 1952 – Bruno Giacomelli, italijanski avtomobilistični dirkač
- 1958 – Chris Columbus, ameriški filmski režiser, producent, scenarist
- 1960 – Colin Firth, angleški filmski, televizijski in gledališki igralec
- 1964 – Igor Fjodorovič Letov, ruski rock glasbenik, pesnik
- 1968 – Juan Martín Maldacena, argentinski fizik
- 1972 – Bente Skari, norveška smučarska tekačica
- 1976 – Gustavo Kuerten, brazilski tenisač
- 1985 – Laurent Koscielny, francoski nogometaš

## Smrti
- 954 – Ludvik IV. Francoski, imenovan Prekomorski (* 920/921)
- 986 – Lotar, kralj Zahodne Frankovske (* 941)
- 1167 – Matilda Angleška, rimsko-nemška cesarica, hči Henrika I. Angleškega (* 1102)
- 1197 – Henrik II. Šampanjski, grof, jeruzalemski kralj (* 1166)
- 1281 – Janez II., brandenburški mejni grof (* 1237)
- 1305 – Nikolaj iz Tolentina, italijanski mistik, svetnik (* 1246)
- 1308 – cesar Go-Nidžo, 94. japonski cesar (* 1285)
- 1334 – Durand de Saint-Pourçain, francoski škof, teolog, filozof (* 1270)
- 1382 – Ludvik I., madžarski kralj (* 1326)
- 1384 – Ivana Penthièvreška, bretonska vojvodinja, grofica Penthièvreja (* 1324)
- 1419 – Ivan Neustrašni, vojvoda Burgundije (* 1371)
- 1519 – John Colet, angleški humanist in pedagog (* 1467)
- 1749 – Émilie du Châtelet, francoska matematičarka in fizičarka (* 1706)
- 1759 – Ferdinand Konščak, hrvaški jezuitski misijonar, raziskovalec, kartograf (* 1703)
- 1797 – Mary Wollstonecraft, angleška pisateljica, filozofinja in feministka (* 1759)
- 1806 – Johann Christoph Adelung, nemški jezikoslovec, leksikograf, filozof (* 1732)
- 1833 – Štefan Sijarto, slovenski pisatelj in pesnik na Madžarskem (* 1765)
- 1855 – Andrej Čehovin, slovenski baron in častnik (* 1810)
- 1875 – Lovro Pintar, slovenski duhovnik, politik, sadjar in nabožni pisatelj (* 1814)
- 1898 – Elizabeta Bavarska-Sissi, avstrijska cesarica (* 1837)
- 1899 – Ivan Polanec, slovenski prevajalec (* 1844)
- 1902- Ivan Nabergoj, slovenski posestnik in politik (* 1835)
- 1918 – Carl Peters, nemški raziskovalec Afrike in kolonijalni politik (* 1856)
- 1933:
  - Giuseppe Campari, italijanski avtomobilistični dirkač in operni pevec (* 1892)
  - Stanislas Czaykowski, poljski avtomobilistični dirkač (* 1899)
- 1948 – Ferdinand I., bolgarski kralj in car (* 1861)
- 1956 – Robert Julius Trumpler, švicarsko-ameriški astronom (* 1886)
- 1961 – Wolfgang von Trips, nemški avtomobilistični dirkač (* 1928)
- 1966 – Emil Julius Gumbel, nemški matematik in pisatelj (* 1891)
- 1975 – George Paget Thomson, angleški fizik, nobelovec 1937 (* 1892)
- 1979 – António Agostinho Neto, angolski pesnik, zdravnik, predsednik (* 1922)
- 1983 – Felix Bloch, švicarsko-ameriški fizik, nobelovec 1952 (* 1905)
- 1985 – Ernst Julius Öpik, estonski astronom (* 1893)
- 1991 – Jack Crawford, avstralski tenisač (* 1908)
- 2005 – sir Hermann Bondi, avstrijsko-angleški matematik, astrofizik, kozmolog (* 1919)
- 2006 – Masao Abe, japonski budistični filozof (* 1915)
- 2023 – Robert Erjavec, slovenski vremenar in TV voditelj (* 1971)

## Prazniki in obredi
- mednarodni dan preprečevanja samomorov